# Han'ochi
Pour plus de détails, voir Fiche technique et Distribution.
Han'ochi (半落ち) est un film japonais réalisé par Kiyoshi Sasabe, sorti en 2004.

## Synopsis
Soichiro Kaji se rend à la police après avoir tué sa femme, souffrant de la maladie de Parkinson. L'enquêteur Shiki, pressé par sa hiérarchie car l'homme est formateur à l'académie de police, interroge Kaji pour savoir pourquoi il a attendu deux jours pour déclarer le meurtre. Mais celui-ci reste silencieux.

## Fiche technique
- Titre : Han'ochi
- Titre original : 半落ち
- Réalisation : Kiyoshi Sasabe
- Scénario : Kiyoshi Sasabe, Toshiyuki Tabe (ja), d'après un roman de Hideo Yokoyama
- Musique : Tamiya Terashima
- Photographie : Mutsuo Naganuma (ja)
- Décors : Hidemitsu Yamazaki
- Montage : Hideaki Ōhata (ja)
- Production : Sunao Sakagami
- Société de production : Tōei, Tokyo Broadcasting System et Sumitomo Corporation
- Pays de production :  Japon
- Langue originale : japonais
- Genre : Drame
- Durée : 122 minutes[1]
- Dates de sortie : 
  - Japon : 10 janvier 2004[1]

## Distribution
- Akira Terao : Soichiro Kaji
- Mieko Harada : Keiko Kaji
- Hidetaka Yoshioka
- Mayu Tsuruta
- Kyhei Shibata
- Kirin Kiki : Yasuko Shimamura
- Reiko Takashima
- Jun Kunimura
- Tsuyoshi Ihara
- Tomoko Naraoka
- Hirotarō Honda
- Hisashi Igawa
- Renji Ishibashi
- Hōshi Ishida : Toshiya Kaji
- Takashi Kikuchi
- Anzu Nagai
- Ikuji Nakamura
- Taiju Nakane
- Toshiyuki Nishida
- Kaoru Okunuki
- Yōsuke Saitō
- Kyūsaku Shimada
- Yasuhito Shimao
- Issei Takahashi
- Seiichi Tanabe

## Distinctions
Le film a été nommé pour douze Japan Academy Prizes et en a remporté deux : meilleur film et meilleur acteur pour Akira Terao.